# Lerista muelleri
Lerista muelleri là một loài thằn lằn trong họ Scincidae. Loài này được Fischer mô tả khoa học đầu tiên năm 1881.